# Michel Voisin (politique)
Pour les articles homonymes, voir Voisin (homonymie).
Michel Voisin, né le 6 octobre 1944 à Replonges (Ain), est un homme politique français, membre successivement de l'Union pour la démocratie française (UDF), de l'Union pour un mouvement populaire (UMP) puis des Républicains (LR).

## Biographie
Membre de l'UDF, il est élu député pour la première fois lors des élections législatives de 1988. C'est sous la bannière de l'UMP qu'il est réélu député de la 4e circonscription de l'Ain le 16 juin 2002 pour son quatrième mandat. Au cours de la Douzième législature de la XIIe législature (2002-2007), il préside la délégation française auprès de l'Assemblée parlementaire de l'Organisation pour la sécurité et la coopération en Europe (OSCE). Il est également membre du groupe d'études sur le problème du Tibet de Assemblée nationale.
Réélu député le 10 juin 2007, dès le 1er tour des élections législatives avec 53.14 % des suffrages, il est reconduit à la présidence de la délégation française auprès de l'Assemblée parlementaire de l'OSCE pour la XIIIe législature le 25 juillet 2007.
Il est réélu pour un sixième mandat lors des élections législatives de juin 2012 en s'imposant au deuxième tour avec 56.96 % des voix face à Guillaume Lacroix, candidat radical de gauche.
Il annonce ne pas se représenter pour les élections législatives de juin 2017 mais apporte toutefois son soutien à son proche cousin Gérard Voisin, lui-même candidat dans la 1re circonscription de Saône-et-Loire.
En 2019, il est membre de l'association Dialogue franco-russe, décrite comme une organisation de lobbying pro-Kremlin et effectue, avec d'autres élus français, un voyage controversé en Crimée à l'occasion du cinquième anniversaire du rattachement de ce territoire à la Russie.
Il apparaît en avril 2024 dans la liste des observateurs étrangers invités par le gouvernement russe pour superviser les élections présidentielles du 15-17 mars 2024 et légitimer la réélection de Vladimir Poutine. Cette liste a été publiée par l'ONG allemande European Platform for Democratic Elections (EPDE).

## Mandats
- Député :
  - 23 juin 1988 - 1er avril 1993 : Député UDF de la 4e circonscription de l'Ain
  - 2 avril 1993 - 21 avril 1997 : Député UDF de la 4e circonscription de l'Ain
  - 12 juin 1997 - 18 juin 2002 : Député UDF de la 4e circonscription de l'Ain
  - 19 juin 2002 - 19 juin 2007 : Député UMP de la 4e circonscription de l'Ain
  - 20 juin 2007 - 19 juin 2012 : Député UMP de la 4e circonscription de l'Ain
  - 20 juin 2012 - 20 juin 2017 : Député UMP/LR de la 4e circonscription de l'Ain

- Conseiller régional :
  - 28 mars 2004 - 4 janvier 2016: Membre du Conseil régional de Rhône-Alpes

- Conseiller général :
  - 2 avril 1992 - 1er avril 2004 : Membre du Conseil général de l'Ain
  - 1er avril 1994 - 1er avril 2004 : Vice-président du Conseil général de l'Ain

- Conseiller municipal / Maire :
  - 20 mars 1977 - 14 mars 1983 : Adjoint au maire de Replonges (Ain)
  - 14 mars 1983 - 4 avril 2014 : Maire de Replonges

## Décorations
- Chevalier de la Légion d'honneur, 14 juillet 2019[4].